# Wiktorija Alexandrowna Komowa
Wiktorija Alexandrowna Komowa (russisch Виктория Александровна Комова; * 30. Januar 1995 in Woronesch) ist eine ehemalige russische Kunstturnerin. Sie ist zweifache Olympiamedaillengewinnerin und gewann Silbermedaillen im Mehrkampf und in den Mannschaftswettbewerben bei den Olympischen Spielen 2012. Sie ist auch die Weltmeisterin 2011 am Stufenbarren und Silbermedaillengewinnerin im Mehrkampf sowie die Weltmeisterin 2015 am Stufenbarren. Auf Juniorenebene war sie die Jugend-Olympiasiegerin 2010 im Mehrkampf, Stufenbarren und Sprung sowie Bronzemedaillengewinnerin am Boden. Komowa ist bekannt für ihre fließenden Bewegungen, ihre Form und ihren altmodischen sowjetischen Stil.

## Frühes Leben
Wiktorija Komowa wurde in Woronesch, Russland, als Tochter von Alexander Komow und Wera Kolesnikowa, die beide erfolgreiche Turner waren. Ihre Mutter gewann eine Goldmedaille bei den Weltmeisterschaften 1985 und ist die Mehrkampfsiegerin der Goodwill Games 1986. Sie hat einen älteren Bruder, Alexander Alexandrowitsch Komow, der den Spitznamen Sascha trägt.

## Juniorenkarriere
Komowa begann im Alter von fünf Jahren mit dem Kunstturnen. Ihre Mutter trainierte sie in ihren ersten drei Jahren. Als sie sieben Jahre alt war, wurde Gennadi Jelfimow ihr Trainer. „Jetzt ist Turnen mein Leben“, sagte Komowa 2010. „Ich kann mir mein Leben ohne das nicht vorstellen.“

### 2007–2008
Im Dezember nahm Komowa an ihrem ersten großen Juniorenwettbewerb, dem Woronin Memorial Cup 2007, teil. Sie belegte jeweils den ersten Platz im Sprung und am Boden.
Im Februar 2008 nahm Komowa an der WOGA Classic in Frisco (Texas) teil. Sie belegte den dritten Platz im Einzelmehrkampf mit einer Punktzahl von 56,450. Im März nahm sie an den Pacific Rim Championships 2008 teil und belegte den dritten Platz im Einzelmehrkampf. Im Dezember nahm sie am Woronin Memorial Cup 2008 teil, wo sie jeweils den ersten Platz im Einzelmehrkampf, im Sprung und am Boden und den jeweils zweiten Platz am Stufenbarren und am Schwebebalken belegte.

### 2009
Im Juli 2009 nahm Komowa am Europäischen Olympischen Sommer-Jugendfestival 2009 in Tampere, Finnland, teil. Sie gewann insgesamt 3 Goldmedaillen im Einzelmehrkampf, am Stufenbarren und am Schwebebalken. Im September wiederholte Komowa ihren Erfolg in Tampere bei der Junior Japan International Competition 2009 in Yokohama, Japan. Sie gewann den Einzelmehrkampf mit einer Punktzahl von 59,800. In den Gerätefinals belegte sie den ersten Platz am Stufenbarren mit 15,050 Punkten, den ersten Platz am Schwebebalken mit 15,150 Punkten, den zweiten Platz im Sprung mit 15,025 Punkten und den dritten Platz am Boden mit 13,850 Punkten. Sie beendete ihr Jahr beim Woronin Memorial Cup 2009, wo sie jeweils den ersten Platz im Einzelmehrkampf, am Stufenbarren, am Boden und den zweiten Platz am Schwebebalken belegte.

### 2010
Im März nahm Komowa an den Russischen Kunstturn-Meisterschaften 2010 in Pensa, Russland, teil. Sie gewann den Einzelmehrkampf mit einer Punktzahl von 60,875. Ende April nahm Komowa an den Turn-Europameisterschaften 2010 in Birmingham, Vereinigtes Königreich, teil. Sie trug mit einer Mehrkampfpunktzahl von 57,050 zum ersten Platz der russischen Mannschaft bei. Individuell gewann sie das Mehrkampffinale mit einer Gesamtpunktzahl von 58,375. In den Gerätefinals belegte sie den ersten Platz im Sprung mit 14,425 Punkten und den zweiten Platz am Schwebebalken mit 14,625 Punkten.

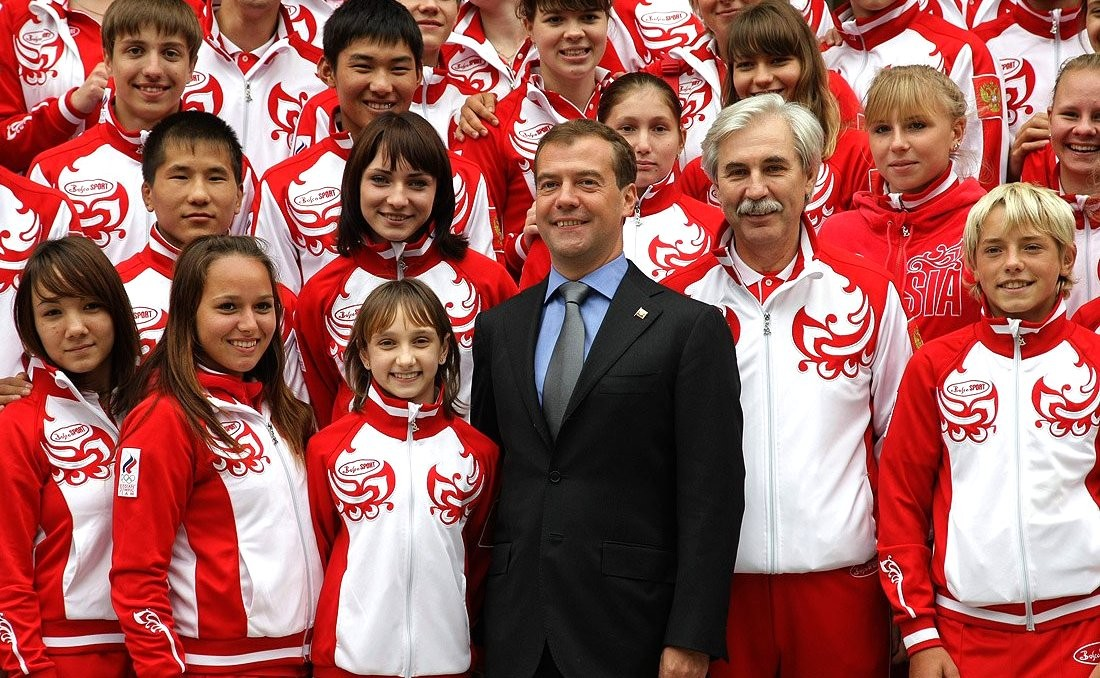
Komowa mit Präsident Dmitri Medwedew und Medaillengewinnern der russischen Mannschaft, die an den Olympischen Jugend-Sommerspielen 2010 am 30. August 2010 teilnahm

Im August nahm Komowa an den Olympischen Jugend-Sommerspielen in Singapur teil. Vor dem Wettbewerb sagte sie: „Es ist eine große Verantwortung, die einzige russische Turnerin zu sein, die antritt. Es lastet viel Druck auf meinen Schultern, weil ich die Europameisterschaften der Junioren gewonnen habe. Ich hoffe, ich werde eine Medaille im Mehrkampf oder an einem Gerät gewinnen, und hoffentlich wird es Gold sein.“ Sie gewann den Mehrkampf mit einer Gesamtpunktzahl von 61,250. In den Gerätefinals belegte Komowa den ersten Platz im Sprung mit 15,312 Punkten, den ersten Platz am Stufenbarren mit 14,525 Punkten, den siebten Platz am Schwebebalken mit 12,000 Punkten und den dritten Platz am Boden mit 14,175 Punkten. Im November nahm Komowa am „Freddy Cup“ Italian Grand Prix in Cagliari, Sardinien teil. Sie belegte den ersten Platz am Stufenbarren mit 15,500 Punkten und den zweiten Platz am Schwebebalken mit 14,600 Punkten. Im Dezember verstauchte sich Komowa den Knöchel, als sie durch die Turnhalle lief. Dies verhinderte ihre Teilnahme am Woronin Cup.

## Seniorenkarriere

### 2011
Im Februar verletzte sich Komowa bei den Russischen Meisterschaften erneut am Knöchel. Im Mai unterzog sie sich einer arthroskopischen Operation am rechten Knöchel in der Sporthopaedicum in Deutschland, um die lockeren Bänder in ihrem Knöchel zu straffen. Sie nahm das Training im Juli wieder auf. Im August trat Komowa beim Russian Cup in Jekaterinburg an. Sie belegte den zweiten Platz im Mehrkampf mit einer Gesamtpunktzahl von 58,875. In den Gerätefinals belegte sie den ersten Platz am Stufenbarren mit 15,875 Punkten und den ersten Platz am Schwebebalken mit 15,525 Punkten.
Im September nahm sie am Artistic Gymnastics World Cup in Gent, Belgien, teil. Sie belegte den ersten Platz am Stufenbarren mit einer Punktzahl von 15,650. Später im September trat Komowa beim Dinamo Cup in Pensa an. Sie gewann den Mehrkampf mit einer Gesamtpunktzahl von 58,350. In den Gerätefinals belegte sie den ersten Platz am Stufenbarren mit 15,667 Punkten, den ersten Platz am Schwebebalken mit 15,134 Punkten und den fünften Platz am Boden mit 13,567 Punkten.
Im Oktober nahm Komova an den Weltmeisterschaften in Tokio, Japan, teil. Sie trug mit einer Mehrkampfpunktzahl von 58,265 zum zweiten Platz der russischen Mannschaft bei. Im Mehrkampffinale belegte sie mit einer Punktzahl von 59,349 den zweiten Platz. Sie sagte danach: „Mein Sprung war nicht so gut vorbereitet, wie er hätte sein sollen. Am Balken hatte ich Fehler und mein Barren war nicht sehr gut ausgeführt. Meine Bodenübung war mittelmäßig. Heute am Balken habe ich einige Verbindungen nicht gemacht, daher die niedrigere Punktzahl. Also ist [diese Platzierung] verdient. Aber die Olympischen Spiele stehen noch bevor.“ In den Gerätefinals belegte sie den ersten Platz am Stufenbarren mit 15,500 Punkten und den achten Platz am Schwebebalken mit 13,766 Punkten.

### 2012
Im Mai nahm Komowa an den Europameisterschaften in Brüssel, Belgien, teil. Sie trug mit Punktzahlen von 15,508 am Stufenbarren und 14,916 am Schwebebalken zum zweiten Platz der russischen Mannschaft bei. In den Gerätefinals belegte sie den ersten Platz am Stufenbarren mit einer Punktzahl von 15,666 und den sechsten Platz am Schwebebalken mit einer Punktzahl von 13,100.
Im Juni trat Komowa beim Russian Cup in Pensa an. Sie gewann den Mehrkampf mit einer Punktzahl von 60,767. In den Gerätefinals belegte sie den dritten Platz am Stufenbarren mit 15,100 Punkten, den ersten Platz am Schwebebalken mit 15,325 Punkten und den zweiten Platz am Boden mit 14,300 Punkten.

#### Olympische Spiele in London

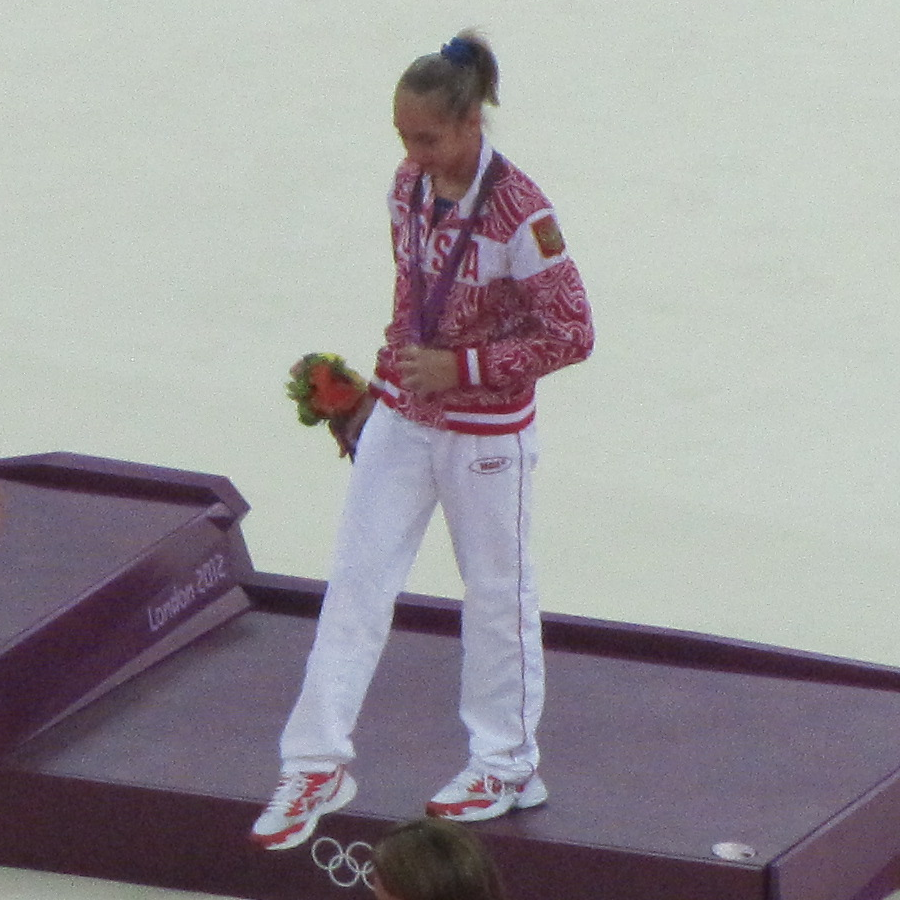
Komowa mit ihrer Silbermedaille nach dem Mehrkampffinale bei den Olympischen Spielen 2012 in London.

Ende Juli nahm Komowa an den Olympischen Sommerspielen 2012 in London teil. Sie qualifizierte sich mit einer Punktzahl von 60,632 als Erste für das Mehrkampffinale, als Dritte für das Stufenbarrenfinale mit einer Punktzahl von 15,833 und als Zweite für das Schwebebalkenfinale mit einer Punktzahl von 15,266. Im Mannschaftsmehrkampffinale trug sie mit Punktzahlen von 15,833 am Sprung, 15,766 am Stufenbarren und 15,033 am Schwebebalken zum zweiten Platz der russischen Mannschaft bei. Im Einzelmehrkampffinale belegte sie den zweiten Platz mit Punktzahlen von 15,466 am Sprung, 15,966 am Stufenbarren, 15,441 am Schwebebalken und 15,100 am Boden, was ihr eine Gesamtpunktzahl von 61,973 einbrachte. In einem Interview nach dem Wettkampf sagte Komowa: „Ich bin stolz auf das, was ich heute geleistet habe, obwohl ich ein bisschen enttäuscht bin, weil ich die Goldmedaille gewinnen wollte. Ich denke, ich habe gut abgeschnitten. Der Sprung war nicht sehr erfolgreich, aber insgesamt habe ich gut abgeschnitten.“
Im Stufenbarrenfinale belegte sie den fünften Platz mit einer Punktzahl von 15,666, nachdem sie beim Schwung zum Abgang den unteren Holm berührt hatte. Im Schwebebalkenfinale belegte sie den achten Platz mit einer Punktzahl von 13,166, nachdem sie bei einem Vorwärtssalto vom Balken gefallen war und dann erneut beim Abgang stürzte. Nach den Gerätefinals sagte sie: „Ich hatte bei diesen Olympischen Spielen kein Glück. Ich habe sie zu 100% vermasselt. Ich weiß nicht, ob ich den Sport fortsetzen werde. Ich werde nach Hause gehen, eine Pause einlegen und die Situation überdenken. Meine Eltern sagen, alles sei in Ordnung, aber ich fühle das nicht so.“

### 2013
Komowa legte eine Wettkampfpause ein, um eine Rückenverletzung auszukurieren. Sie sagte in einem Interview mit dem International Gymnast Magazine: „Ich bin nicht verschwunden. Ich trainiere immer noch in Round Lake. Im Wettkampf habe ich eine vorübergehende Pause. Vielleicht komme ich für die Universiade in Kasan zurück, aber das hängt davon ab, ob ich an der Universität angenommen werde. Im Sommer werde ich die Schule beenden und muss mich bewerben. Wenn ich nicht zu den Universitätsspielen gehe, werde ich etwas später zum World Cup gehen, das ist sicher. Auch eine Teilnahme an den Weltmeisterschaften im September ist definitiv nicht ausgeschlossen, natürlich!“
Ende August wurde bei ihr virale Meningitis diagnostiziert, und sie konnte nicht an den Weltmeisterschaften teilnehmen. Später im Jahr plante sie einen Wettkampf, zog sich aber zurück, weil sie sich nicht ausreichend hatte vorbereiten können.

### 2014
Komowa kehrte im April bei den Russischen Meisterschaften 2014 in Pensa in den Wettkampf zurück. Sie belegte den 47. Platz im Seniorenmehrkampf mit einer Gesamtpunktzahl von 40,767, wobei sie nicht am Bodenturnen teilnahm. Im Mannschaftsfinale trug Komova mit Punktzahlen von 14,467 am Sprung und 15,333 am Stufenbarren zum ersten Platz der Region Zentralrussland bei. Im Seniorenfinale am Stufenbarren belegte sie nach zwei Stürzen den achten Platz mit einer Punktzahl von 11,467. Sie zeigte auch eine Vorführung am Schwebebalken und erzielte eine Punktzahl von 14,367.
Nach ihrer Leistung bei den Russischen Meisterschaften wurde sie in die Mannschaft für die 30. Europameisterschaften in Sofia, Bulgarien, berufen. Komowa sollte an zwei Geräten antreten, am Stufenbarren und am Schwebebalken. Nur wenige Tage später wurde sie aus dem Kader gestrichen und sollte sich in Deutschland einer Operation am rechten Knöchel unterziehen. Ekaterina Kramarenko wurde als Ersatz für Komowa nominiert, zog sich aber kurz darauf wegen einer Krankheit zurück. Anna Rodionowa wurde als Ersatz für Kramarenko ausgewählt. Cheftrainer Andrej Rodionenko sagte, dass Komowa trotz ihrer Verletzung aufgrund ihrer Erfahrung gute Chancen habe, in die Weltmeisterschaftsmannschaft zu kommen. Am 19. September wurde sie jedoch wegen einer Knöchelverletzung aus dem Weltmeisterschaftskader genommen.
Nach ihrer Operation in Deutschland kehrte Komowa nach Russland zurück, wo sie für die Gymnastics Gala in Mexiko eingeteilt wurde. Dort zeigte sie abgeschwächte Übungen am Schwebebalken und am Boden. Sie kehrte bei einem kleinen ungarischen Wettkampf zum Mehrkampf zurück. Obwohl sie an jedem Gerät außer dem Stufenbarren abgeschwächte Übungen zeigte, turnte sie sauber und gewann den Wettkampf. Im Dezember sollte sie zusammen mit ihren Olympia-Mannschaftskolleginnen von 2012, Ksenia Afanasjeva und Anastasia Grischina, die sich beide von eigenen Verletzungen erholten, am Woronin Cup teilnehmen.

### 2015
Im Juni kehrte Komowa bei den Europaspielen 2015 in Baku, Aserbaidschan, zu großen internationalen Wettkämpfen zurück. Als Teil einer Dreiermannschaft mit Alija Mustafina und Seda Tutchaljan gewann sie die Mannschafts-Goldmedaille. Individuell erzielte sie eine Mehrkampfpunktzahl von 56,965, die dritthöchste des Wettkampfs. Da die beiden höheren Punktzahlen jedoch von ihren eigenen Mannschaftskolleginnen stammten, qualifizierte sie sich nicht für das individuelle Mehrkampffinale, das bei diesem speziellen Wettkampf auf nur eine Turnerin pro Land beschränkt ist.
Im September nahm Komowa am Russian Cup teil, einem Qualifikationswettkampf für die Weltmeisterschaftsmannschaft. Am Stufenbarren und am Schwebebalken turnend, half sie der Mannschaft Zentralrusslands, eine Silbermedaille zu gewinnen. Ihre Leistung in der Mannschaftsqualifikation und im Finale sowie im Mehrkampffinale war jedoch unbeständig, und sie qualifizierte sich nicht für die Gerätefinals. Während des Stufenbarrenfinales durfte sie eine Schauübung zeigen und erzielte inoffiziell die höchste Punktzahl von 15,300.
Nach dem Russian Cup wurde sie als Spezialistin für Sprung, Stufenbarren und Schwebebalken in die vorläufige Mannschaft für die Turn-Weltmeisterschaften 2015 in Glasgow, Schottland, berufen, da ihre Bodenübung noch nicht für den Mehrkampf bereit war. Nachdem sie sich für das Stufenbarrenfinale qualifiziert hatte, erzielte sie eine Punktzahl von 15,366, was zu einem beispiellosen Vierfach-Gleichstand auf dem ersten Platz mit ihrer Landsfrau Darja Spiridonowa, Fan Yilin aus China und Madison Kocian aus den Vereinigten Staaten führte.

### 2016
Obwohl sie zusammen mit den Olympia-Mannschaftskolleginnen von 2012, Alija Mustafina, Marija Passeka und Ksenia Afanasjeva, für die Olympiamannschaft in Olympia 2012 nominiert worden war, zog sie sich aufgrund starker Rückenschmerzen aus dem Aufgebot für die Olympischen Spiele 2016 zurück. Es war unklar, ob sie den Sport fortsetzen würde. In einem Interview vor dem Russian Cup 2016 kündigte Komowa an, dass sie Ende Juli nach München reisen würde. Sie sagte, dass sie aufhören würde, wenn die Ärzte ihr empfehlen würden, mit dem Turnen aufzuhören. Wenn nicht, würde sie ihre Elitekarriere fortsetzen. Komowa enthüllte, dass die Ergebnisse einer Analyse in München einen Ermüdungsbruch ihres fünften Wirbels zeigten. Sie sagte, dass sie sich einer sechsmonatigen Ruhephase unterziehen und dann eine zweite Analyse ihres Rückens durchführen lassen würde, um zu entscheiden, ob sie wieder antreten kann. Im September postete sie ein Bild von sich beim Training auf ihrem Instagram-Account.

### 2017–2019
Komowa kehrte im Mai 2017 zum nationalen Trainingszentrum Round Lake zurück. Dmitry Zanin von Match TV drehte einen Beitrag über ihr Comeback. Sie kehrte im Dezember beim Woronin Cup 2017 in den Wettkampf zurück und belegte hinter Angelina Melnikowa den zweiten Platz im Mehrkampf.
Im März 2018 nahm Komowa als Teil des russischen Teams zusammen mit Maria Charenkowa, Lilija Achaimowa, Anastasia Iljankowa und Wiktorija Gorbatowa am DTB-Pokal in Stuttgart teil. Sie qualifizierten sich nicht für das Teamfinale. Im April nahm Komowa an den Russischen Meisterschaften 2018 teil, wo sie hinter Angelina Melnikowa und Angelina Simakowa den dritten Platz im Mehrkampf belegte. Im Juni trat Komowa beim Russischen Pokal an, wo sie hinter Melnikowa und Iljankowa den dritten Platz im Mehrkampf belegte. Nach einem relativ enttäuschenden und kurzen Comeback begannen Gerüchte zu kursieren, dass Komowa zurückgetreten sei. Komowa bestätigte dies durch mehrere Instagram-Beiträge. Allerdings kündigte Komowa wenige Tage nach der Bestätigung ihres Rücktritts in einem weiteren Instagram-Beitrag an, dass sie ihr Training fortsetzen würde.
Im Januar 2019 veröffentlichte das russische Sportministerium den Kader für die russische Frauen-Nationalmannschaft, in dem Komowa auffällig fehlte, was erneut Gerüchte über einen Rücktritt auslöste. Bei den Russischen Meisterschaften 2019 trat Komowa nicht an, sondern kommentierte zusammen mit dem zurückgetretenen Turner Emin Garibow. Im September gab sie ihren Umzug nach Rostow am Don bekannt, um dort als Trainerin im Breitensport zu arbeiten.

## Nach Komowa benannte Techniken
Komowa hat zwei nach ihr benannte Fertigkeiten am Stufenbarren entwickelt, die im Code de Pointage aufgeführt sind.
| Gerät        | Name      | Beschreibung                                                                                      | Schwierigkeit | Aufnahme in den Code         |
| ------------ | --------- | ------------------------------------------------------------------------------------------------- | ------------- | ---------------------------- |
| Stufenbarren | Komowa    | Rückschwung im Bückwinkel durch den Handstand mit Flug und halber Drehung zum Hang am oberen Holm | E             | Olympische Jugendspiele 2010 |
| Stufenbarren | Komowa II | Rückschwung im Bückwinkel durch den Handstand mit Flug zum Hang am oberen Holm                    | E             | Weltmeisterschaften 2011     |

## Spätere Jahre
Im April 2020 bestätigte Wiktorija Komowa über ihren persönlichen Instagram-Account, dass sie zurückgetreten ist. Im Mai 2020 sagte Walentina Rodionenko, dass Komowa gebeten wurde, Kampfrichterin im Kunstturnen der Frauen zu werden.
Im Juni 2022 gab Komova auf Instagram bekannt, dass sie Waleri Gorschkow, einen russischen Eishockeyspieler, geheiratet hat. Im Mai 2023 brachte sie ein Kind zur Welt.

## Öffentlichkeit und Einfluss
Im Jahre 2012 wurde Komowa für ihre sportlichen Leistungen mit der Medaille des Verdienstordens für das Vaterland 1. Klasse ausgezeichnet.
In einem Interview mit Bolschoi Sport im Jahr 2017 nannte Nelli Kim Komowa neben Olga Mostepanowa  und Simone Biles als ihre Vorstellung einer perfekten Turnerin.